# Leopoldo Ballesteros
Leopoldo Ballesteros Marín (Granada, 7 de marzo de 1959) es un actor español que ha trabajado en teatro, televisión y doblaje.
Ha participado en series españolas como Médico de familia, Hospital Central o Amar en Tiempos Revueltos. En el teatro, trabajó en la obra De repente el último verano de Tennessee Williams y como miembro del grupo Yeses.
Con respecto al doblaje, ha trabajado en series de animación como One Piece (poniendo voz a múltiples personajes principales) o Transformers, y en videojuegos como Call of Duty o Assassin's Creed.
Actualmente, también se dedica a la docencia, impartiendo clases de teatro para niños en diversos colegios de la Comunidad de Madrid.

## Formación
- Arte Dramático, en el Real Conservatorio de Valencia.
- Graduado Social, en la Universidad de Murcia.
- Bachillerato Superior y C.O.U., en el Colegio Ruiz Mendoza, de Murcia.
- Seminario de teatro, en el Castillo de la Mota, Medina del Campo, Valladolid.
- Cursos de voz y canto, con Pilar Francés, en Madrid.

## Filmografía

### Cine
| Año  | Título   | Director           |
| ---- | -------- | ------------------ |
| 2002 | Reflejos | Miguel Ángel Vivas |

### Teatro
| Obra                                          | Autor                       | Director           |
| --------------------------------------------- | --------------------------- | ------------------ |
| Orquesta de señoritas                         | Jean Anouilh                | Alberto Magallares |
| De repente, el último verano (obra de teatro) | Tennessee Williams          | José Luis Saíz     |
| Amadís de Gaula                               | Anónimo                     | Carmen Meyman      |
| Besos de lobo                                 | Paloma Pedrero              | Elena Cánovas      |
| Fuera de quicio                               | José Luis Alonso de Santos  | Elena Cánovas      |
| Los Pelópidas                                 | Jorge Llopis                | Ramón Ballesteros  |
| La Perrichola                                 | Prosper Mérimée             | Joaquín Vida       |
| Tres sombreros de copa                        | Miguel Mihura               | Gustavo Pérez Puig |
| La vida es sueño                              | Calderón de la Barca        | Martín Ferrer      |
| Mirandolina                                   | Carlo Goldoni               | Diego Serrano      |
| El pájaro solitario                           | José María Rodríguez Méndez | Elena Cánovas      |
| Capa y espada                                 | Alberto Miralles            | Alberto Miralles   |
| Ahola no es de leíl                           | Alfonso Sastre              | Aitana Galán       |
| El laberinto del teatro                       | Alberto Miralles            | Alberto Miralles   |

### Televisión
| Año       | Título                                             | Episodio | Notas |
| --------- | -------------------------------------------------- | --- | --- |
| 2010      | Aída                                               | Una Habitación con Maristas A-votar | Temporada 2, episodio 13 Temporada 8, episodio 13 |
| 2008      | Amar en Tiempos Revueltos (Papel: Rogelio Buendía) | Manolita se entera de la muerte de Margarita Manolita sueña con Margarita Rogelio Buendía ha muerto | Temporada 7, episodio 13 Temporada 7, episodio 14 Temporada 7, episodio 15 |
| 2008      | MIR                                                | Monstruos | Temporada 2, episodio 3 |
| 2008      | La familia Mata                                    | Episodio 2.7 | Temporada 2, episodio 7 |
| 2008      | Yo soy Bea                                         | A contrarreloj | Temporada 1, episodio 443 |
| 2007      | C.L.A., no somos ángeles                           | | |
| 2006      | Mesa para cinco                                    | | |
| 2006      | SMS, sin miedo a soñar                             | Rdas Los muertos no escriben Hroe Akorralao Viudas a ls 18 El que gane se queda con Paula Ladrones M gsts, Sonia Ultims palbrs n elfiko Siempr Edu Fuga Paula hace la maleta Buena esperanza Superhéroes de uniforme | Temporada 1, episodio 21 Temporada 1, episodio 22 Temporada 1, episodio 23 Temporada 1, episodio 24 Temporada 1, episodio 25 Temporada 1, episodio 26 Temporada 1, episodio 27 Temporada 1, episodio 42 Temporada 1, episodio 43 Temporada 1, episodio 48 Temporada 1, episodio 50 Temporada 1, episodio 71 Temporada 1, episodio 75 |
| 2006      | Mis adorables vecinos                              | No al amor | Temporada 4, episodio 13 |
| 2000-2006 | Hospital Central (Papel: Dr. Polo)                 | Guardia vacía Seis meses después Falso equilibrio ¡Fuego! Una familia más Por naturales Estrés Señales de duelo A mano armada El primer día                                                                          | Temporada 1, episodio 13 Temporada 3, episodio 1 Temporada 3, episodio 14 Temporada 3, episodio 16 Temporada 3, episodio 17 Temporada 3, episodio 18 Temporada 3, episodio 19 Temporada 7, episodio 1 Temporada 8, episodio 4 Temporada 11, episodio 1                                                                               |
| 2002      | Policías, en el corazón de la calle                | Levántate, vamos | Temporada 5, episodio 4 |
| 2000      | Manos a la obra                                    | Pobre niña rica | Temporada 3, episodio 22 |
| 1999      | Páginas ocultas de la historia                     | | |
| 1999-1996 | El Súper                                           | | |
| 1998      | Periodistas                                        | Todavía no es San Juan | Temporada 2, episodio 3 |
| 1998      | Más que amigos                                     | Perdidos | Temporada 2, episodio 5 |
| 1998      | Compañeros                                         | Es ley de vida | Temporada 2, episodio 2 |
| 1997      | Calle Nueva                                        | | |
| 1997      | Médico de familia                                  | Yo y mi familia | Temporada 4, episodio 6 |
| 1996      | Canguros                                           | Gimnasia y amnesia | Temporada 5, episodio 1 |
| 1996      | La Revista                                         | | |
| 1996      | Maravillas 10 y pico                               | | |
| 1996-1993 | Los ladrones van a la oficina                      | | |
| 1994      | Compuesta y sin novio                              | | |
| 1994      | Vecinos                                            | | |
| 1991      | Crónicas urbanas                                   | Mi firma en las paredes | |
| 1988      | Gatos en el tejado                                 | | |
| 1985      | Página de sucesos                                  | Camellos, caballos y monos | |
| 1985      | La huella del crimen                               | Jarabo | |
| 1985      | Goya                                               | | |

### Otros
| Año       | Título                 | Director          |
| --------- | ---------------------- | ----------------- |
| 2009-2000 | El Conciertazo         | Fernando Argenta  |
| 1994      | Mi querida España      | Álvaro Santamaría |
|           | Viaje al español       | Luis Albert       |
|           | Documentos TV          | Diego Martín      |
|           | El laberinto del Tíbet | Pedro Carvajal    |

## Doblaje

### Cine
| Título                 | Personaje                 |
| ---------------------- | ------------------------- |
| Malone                 | Harvey Eli Calvin Bollard |
| El monstruo del terror | Pierce                    |
| La herencia del viento | Meeker                    |
| Lo importante es ganar | Frank Bushing             |
| Venganza sobre ruedas  | Steve Tyler               |
| El ocaso               | Manuel Ortega             |
| Eddie and the Cruisers | Barry                     |
| Sin salida             | Inspector                 |
| La amante del diablo   | Ken                       |
| Sálvame                | Vincent                   |
| Lecturas diabólicas    | Richard                   |
| XTRO                   | Doctor                    |
| Efectos especiales     | Teniente Phillip Delroy   |
| La tragedia de Guyana  | Larry King                |
| Buscando problemas     | Blackie Burke             |
| Fragmentos             | Voces                     |
| La playa del bikini    | Varios                    |
| Diversión en la playa  | Varios                    |
| Midnight Cabaret       | Matón                     |
| La bicicleta azul      | Varios                    |

### Televisión
| Título                     | Personaje           |
| -------------------------- | ------------------- |
| Santa Bárbara              | Varios              |
| La quinta de hierro        | Varios              |
| La nueva familia Addams    | Varios              |
| La juez Amy                | Varios              |
| Doctor en Alaska           | Varios              |
| Los límites de la realidad | Padre de Sean Moore |
| Will y Grace               | Varios              |

### Series animadas
| Título                        | Personaje |
| ----------------------------- | --- |
| Transformers: Prime           | Starscream |
| La liga de los Super Villanos | Frogg |
| Transformers Energon          | Starscream Shockblast |
| Megaman                       | PharaohMan Doctor Hikari FreezeMan South MagnetMan Consejero Voltio                                                                               |
| Bobobo                        | Gorgon Ninja: Cultura Mesopotámica RadioMan Tipo con muy mala pinta Bolsa Roja Combat Blues Varios                                                |
| 12 reinos                     | Watanabe |
| One Piece                     | Merry Calú Shanks el Rojo Pudin - Pudin Fullbody Maestro Koshiro Rey Cobra Nefertari Ripper Octo (Octy) Pagaya Carne Mooji Don Noveno Ian Spector |
| Transformers: Armada          | Starscream |
| Detective Conan               | Doctor Eto Kikuhito Morizono Ryuchi Seto Padre de Shin'ichi                                                                                       |
| Súper Cerdita                 | Billy Kondou |
| Lupin III                     | Voces adicionales |
| Digimon frontier              | Voces adicionales |
| Los Guerreros del Apocalipsis | Borgia |
| Hamtaro                       | Voces adicionales |
| Conan el aventurero           | Pentaculum |
| El Príncipe Cascanueces       | Varios |
| Walter Melon                  | Varios |
| Alisa, que no fue así         | Dr. Gilliam, Victimok |

### Videojuegos
| Título                          | Personaje                           |
| ------------------------------- | ----------------------------------- |
| Tomb Raider: Underworld         | Alister Fletcher                    |
| Tomb Raider: Legend             | Alister Fletcher                    |
| Van Helsing                     | Velkan Valerious Valerious el Viejo |
| S.W.A.T. 4                      | Agente Girard                       |
| Max Payne 2                     | Varios                              |
| Far Cry 2                       | Varios                              |
| Madagascar 2: Escape de África  | Varios                              |
| Kung Fu Panda                   | Varios                              |
| Tunguska (El Brujo)             | Varios                              |
| Spider-Man                      | Varios                              |
| Stormrise                       | Varios                              |
| Hannah Montana                  | Varios                              |
| Horrible Histories              | Varios                              |
| Halo (serie)                    | Varios                              |
| Transformers: The Game          | Varios                              |
| Mini Ninjas                     | Varios                              |
| Call of duty                    | Varios                              |
| Planet 51                       | Varios                              |
| Borderlands                     | Varios                              |
| Blur                            | Varios                              |
| Avatar                          | Varios                              |
| Mafia II                        | Varios                              |
| Red Steel 2                     | Varios                              |
| The witcher                     | Varios                              |
| Shrek                           | Varios                              |
| Napoleon                        | Varios                              |
| Transformers: War for Cybertron | Varios                              |
| Arcania Gothic 4                | Lorn                                |
| Civilization V                  | Varios                              |
| Diablo III                      | Varios                              |
| Trine 2                         | Goblins                             |
| Assassin's Creed                | Varios                              |
| Heavy Rain                      | Sepulturero                         |
| World of Warcraft               | Almirante Bareau Viento Oeste       |
| El Código Da Vinci              | Bezu Fache                          |
| Paradise                        | Mustafá, el jardinero               |
| Legacy of Kain: Defiance        | Moebius                             |
| Spellforce: The Order of Dawn   | Caballero Leonidar varios           |
| Dishonored                      | Piero                               |
| Hitman: Absolution              | Timothy Hawke                       |
| BioShock                        | Varios                              |
| Borderlands 2                   | Varios                              |